# Beaucroissant
Beaucroissant est une commune française située dans le département de l'Isère en région Auvergne-Rhône-Alpes.
Paroisse de la province royale du Dauphiné durant l'Ancien Régime, la commune se positionne dans la partie septentrionale du département de l'Isère entre les agglomérations lyonnaise et grenobloise. Elle est en outre située dans la communauté de communes de Bièvre Est dont le siège est fixé à Colombe une commune limitrophe de Beaucroissant.
La commune est connue pour la foire de Beaucroissant d'importance régionale qui s'y déroule annuellement depuis le Moyen Âge.
Ses habitants sont appelés les Manants et Manantes.

## Géographie

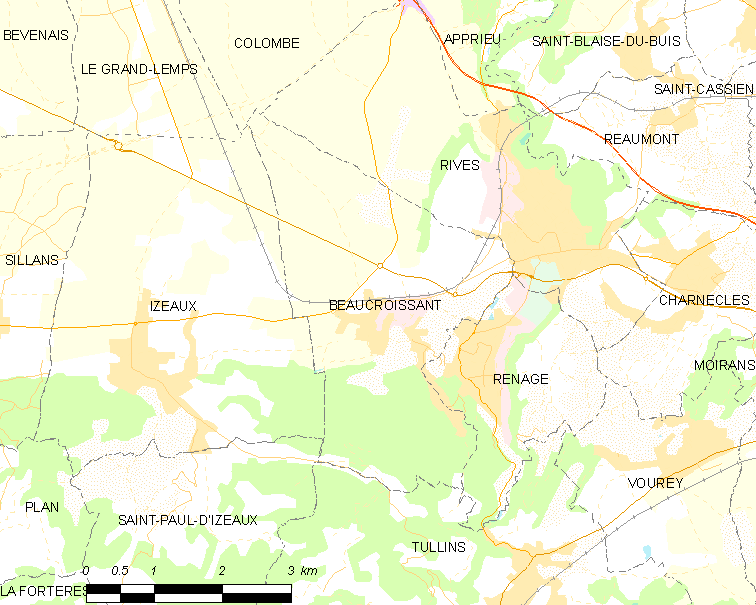
Plan de la commune et des communes limitrophes.

### Situation et description
La commune de Beaucroissant se situe dans la partie septentrionale du département de l'Isère, au sud de la commune du Grand-Lemps, dans la partie orientale de la plaine de Bièvre, à proximité du plateau des Terres froides et à l'extrémité nord-est du plateau de Chambaran.
Le centre-ville (mairie de Beaucroissant) se situe (à vol d'oiseau) à 79 km du centre de Lyon, préfecture de la région Auvergne-Rhône-Alpes et à 37 km de Grenoble, préfecture du département de l'Isère, ainsi qu'à 293 km de Marseille et 549 km de Paris.

### Communes limitrophes
| Colombe             | Rives         |        |
| Izeaux              | Beaucroissant | Renage |
| Saint-Paul-d'Izeaux | Tullins       |        |

### Climat
Pour des articles plus généraux, voir Climat d'Auvergne-Rhône-Alpes et Climat de l'Isère.
En 2010, le climat de la commune est de type climat des marges montargnardes, selon une étude du Centre national de la recherche scientifique s'appuyant sur une série de données couvrant la période 1971-2000. En 2020, Météo-France publie une typologie des climats de la France métropolitaine dans laquelle la commune est exposée à un climat de montagne ou de marges de montagne et est dans la région climatique Alpes du nord, caractérisée par une pluviométrie annuelle de 1 200 à 1 500 mm, irrégulièrement répartie en été.
Pour la période 1971-2000, la température annuelle moyenne est de 10,8 °C, avec une amplitude thermique annuelle de 17,5 °C. Le cumul annuel moyen de précipitations est de 1 120 mm, avec 10,1 jours de précipitations en janvier et 7 jours en juillet. Pour la période 1991-2020, la température moyenne annuelle observée sur la station météorologique de Météo-France la plus proche, « Grenoble-Saint-Geoirs », sur la commune de Saint-Étienne-de-Saint-Geoirs à 9 km à vol d'oiseau, est de 11,5 °C et le cumul annuel moyen de précipitations est de 915,1 mm,. Pour l'avenir, les paramètres climatiques de la commune estimés pour 2050 selon différents scénarios d'émission de gaz à effet de serre sont consultables sur un site dédié publié par Météo-France en novembre 2022.

### Hydrographie
Le territoire de la commune n'héberge aucun cours d'eau notable mais abrite quelques petits étangs, tous situés au pied du plateau de Chambaran.

### Voie de communication et transports

#### Voies routières
L'ancienne route nationale 85 ou « RN 85 » est une ancienne route nationale française reliant autrefois Bourgoin-Jallieu, en se détachant de la RN 6, pour se terminer sur la Côte d'Azur, d'abord à Cagnes-sur-Mer, puis à Golfe-Juan.
En 2006, la route nationale 85 a été déclassée dans le département de l’Isère en « RD 1085 ».
Cette route traverse le territoire de Beaucroissant depuis l'est, limite de la commune de Rives et vers le nord ouest (commune d'Izeaux) sous la dénomination de route nationale.

### Transport public

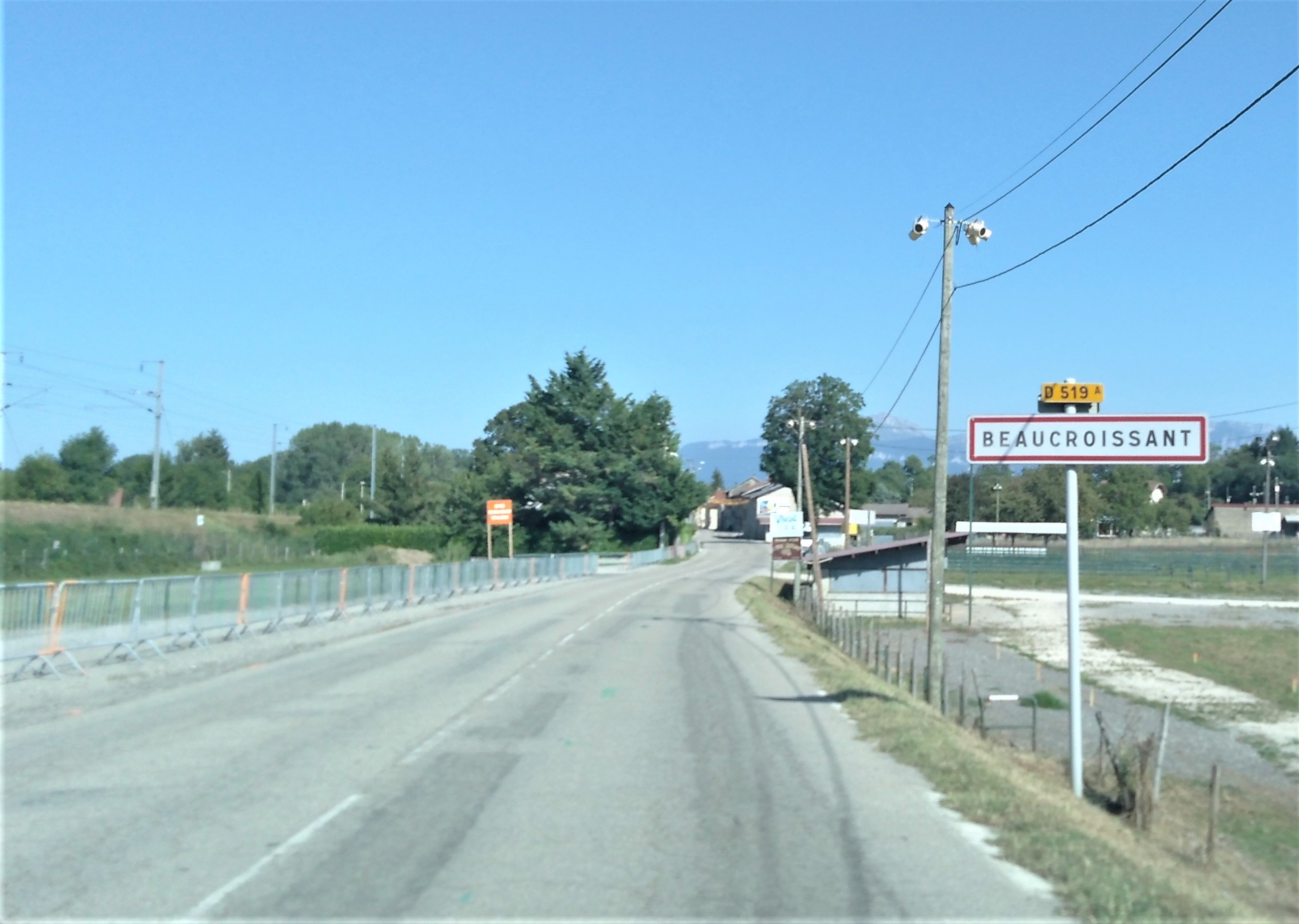
Entrée de Beaucroissant par la RD519a.

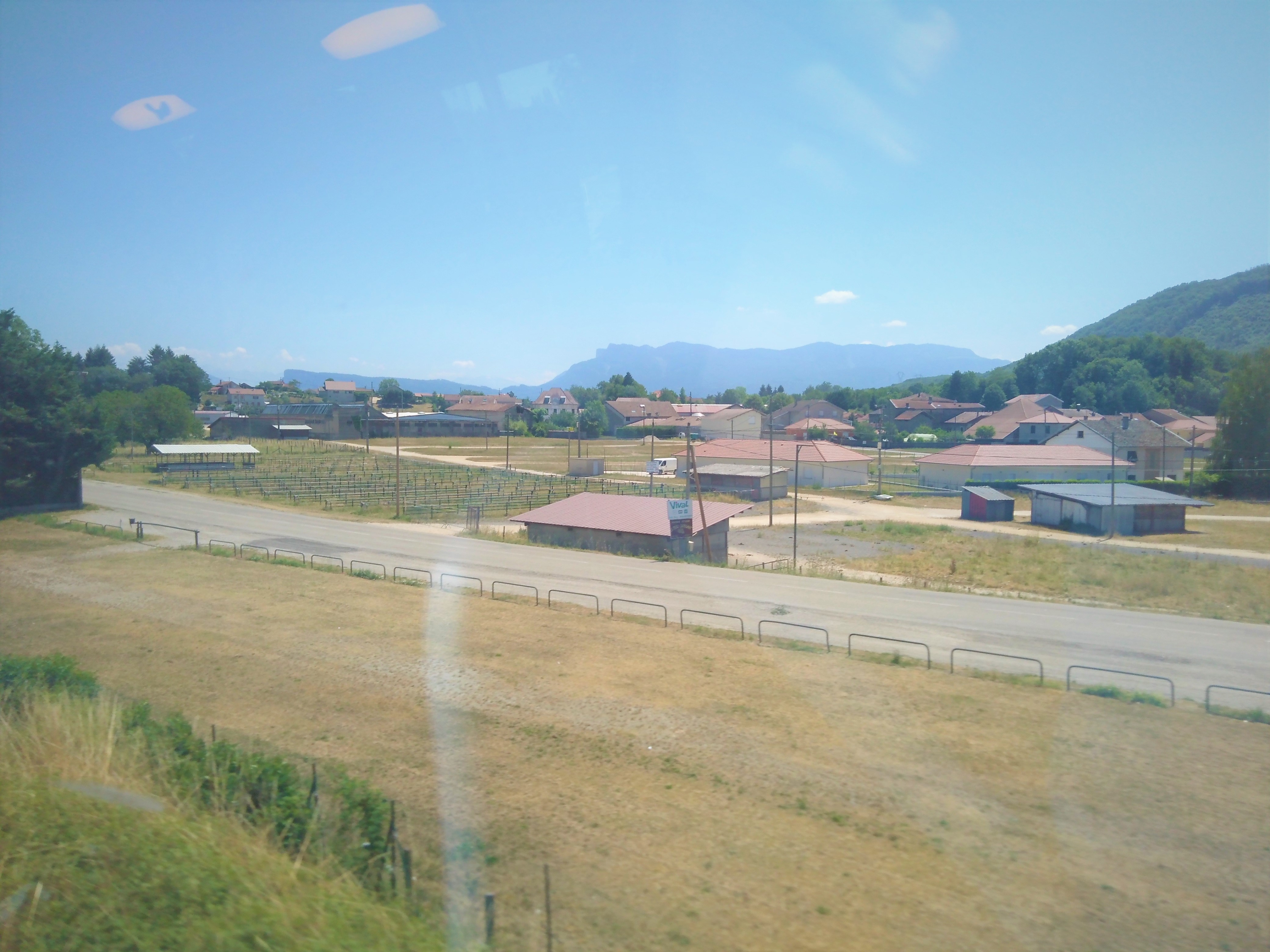
Site de la Foire de Beaucroissant depuis le TER Grenoble-Lyon en juillet 2019.

#### Voies ferrées
La gare ferroviaire de Beaucroissant est désaffectée depuis de nombreuses années mais un arrêt du train est mis en place lors de la foire de septembre. Cette ligne permet de relier les villes de Bourgoin-Jallieu, Voiron et Grenoble.

#### Transport routier
La compagnie Cars Région, gérée par la région Auvergne-Rhône-Alpes, propose des lignes de transport en autocar :
- Ligne T55 / La Côte-Saint-André - Saint-Étienne-de-Saint-Geoirs - Voiron ;
- Ligne T50 / Beaurepaire - Moirans - Grenoble

Il existe également une ligne de bus local :
- Ligne RIV03 / Izeaux - Beaucroissant - Rives Collège Robert Desnos

#### Liaisons aériennes
L'aéroport le plus proche est l'aéroport de Grenoble-Isère, situé à moins d'une dizaine de kilomètres du centre de Beaucroissant. La ligne d'autocar 7350 permet de relier cet aéroport avec la commune notamment durant les périodes de foire (arrêt Champ de foire).

## Urbanisme

### Typologie
Au 1er janvier 2024, Beaucroissant est catégorisée ceinture urbaine, selon la nouvelle grille communale de densité à sept niveaux définie par l'Insee en 2022.
Elle appartient à l'unité urbaine de Voiron, une agglomération intra-départementale regroupant 15  communes, dont elle est une commune de la banlieue,,. Par ailleurs la commune fait partie de l'aire d'attraction de Grenoble, dont elle est une commune de la couronne,. Cette aire, qui regroupe 204 communes, est catégorisée dans les aires de 700 000 habitants ou plus (hors Paris),.

### Occupation des sols
L'occupation des sols de la commune, telle qu'elle ressort de la base de données européenne d’occupation biophysique des sols Corine Land Cover (CLC), est marquée par l'importance des territoires agricoles (64,6 % en 2018), en diminution par rapport à 1990 (65,5 %). La répartition détaillée en 2018 est la suivante : 
terres arables (37,9 %), forêts (25,7 %), zones agricoles hétérogènes (25,1 %), zones urbanisées (6,8 %), zones industrielles ou commerciales et réseaux de communication (2,8 %), prairies (1,6 %), mines, décharges et chantiers (0,1 %). L'évolution de l’occupation des sols de la commune et de ses infrastructures peut être observée sur les différentes représentations cartographiques du territoire : la carte de Cassini (XVIIIe siècle), la carte d'état-major (1820-1866) et les cartes ou photos aériennes de l'IGN pour la période actuelle (1950 à aujourd'hui).

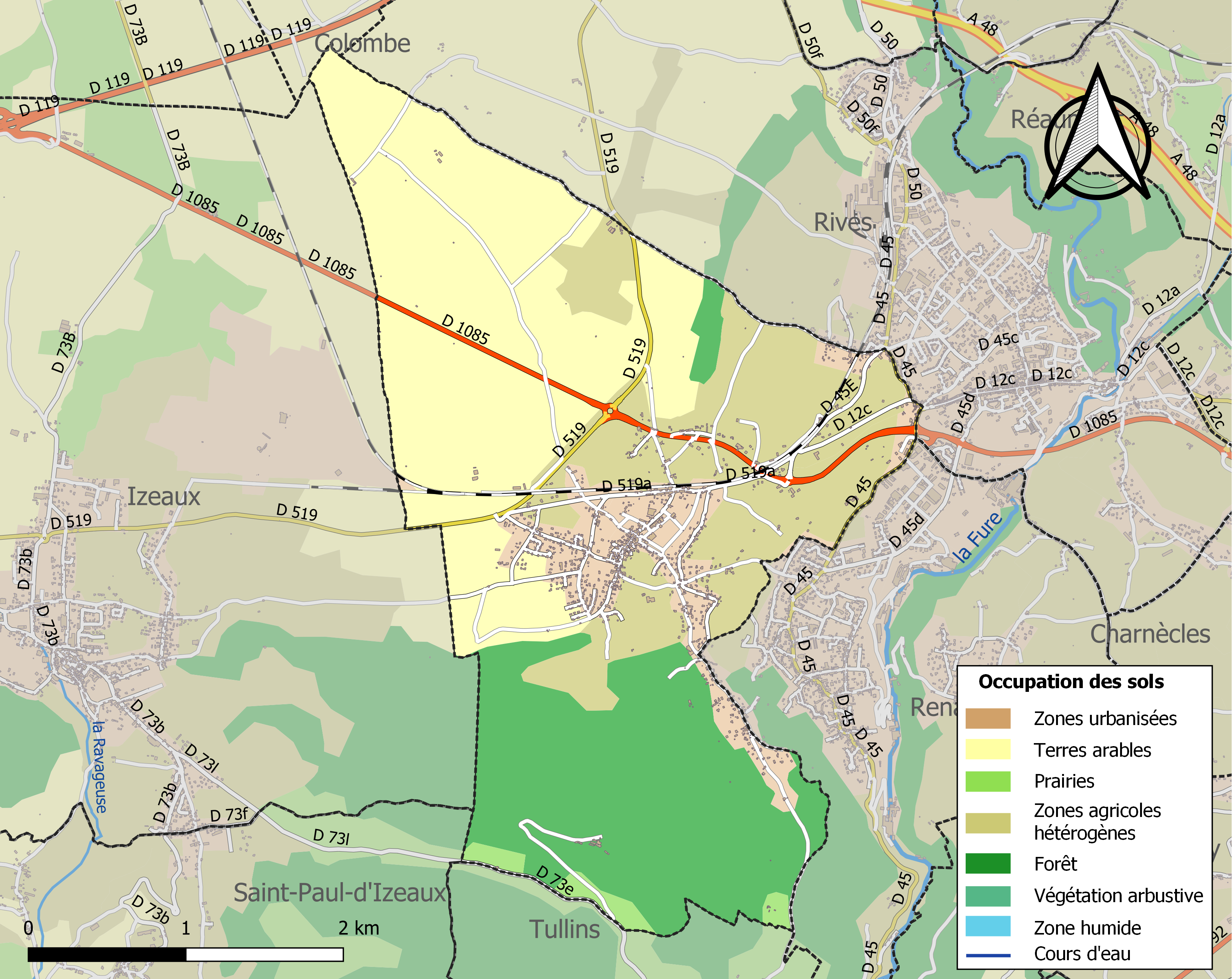
Carte des infrastructures et de l'occupation des sols de la commune en 2018 (CLC).

### Hameaux, lieux-dits et écarts
Voici, ci-dessous, la liste la plus complète possible des divers hameaux, quartiers et lieux-dits résidentiels urbains comme ruraux qui composent le territoire de la commune de Beaucroissant, présentés selon les références toponymiques fournies par le site géoportail de l'Institut géographique national.
- Bois de la Blache
- Bois des Michones
- la Piot
- la Maladière
- la Tuilerie
- Pont de Champ
- la Croze
- le Comptant
- Galaboutemps
- le Mollard
- la Fontaine
- les Granges
- Saint-Georges
- la Billardière
- les Martinières
- le Clos
- Blétonnay
- Mollard Cheval
- la Combe Noire
- Notre-Dame des Croix
- Parménie / Col de Parménie

### Risques naturels et technologiques

#### Risques sismiques
La totalité du territoire de la commune de Beaucroissant est situé en zone de sismicité n°3 (sur une échelle de 1 à 5), comme la plupart des communes situées à l'ouest de son territoire, mais non loin de la zone n°4, située vers l'est et le sud-est (notamment les territoires de Tullins et de Vourey).
| Type de zone | Niveau            | Définitions (bâtiment à risque normal) |
| ------------ | ----------------- | -------------------------------------- |
| Zone 3       | Sismicité modérée | accélération = 1,1 m/s2                |

## Toponymie
Selon l'historien Pierre Miquel, le nom de Beaucroissant pourrait évoquer la fertilité du sol qui facilite la croissance du grain.
Selon André Planck, auteur du livre L'origine du nom des communes du département de l'Isère qui évoque également cette hypothèse précise que la racine « Bel »  (évoluant en « beau ») pourrait également évoquer une hauteur, le village étant située légèrement en hauteur, au pied de la colline de Parménie.

## Histoire
La commune est célèbre pour sa foire annuelle existant depuis 1219, due au pèlerinage de Notre-Dame de Parménie.
L’histoire du village et de la foire de Beaucroissant est liée avec la colline de Parménie qui la domine de ses 749 mètres d’altitude.

### Préhistoire et Antiquité
Durant l'Antiquité, la région est peuplée par les Allobroges, un peuple gaulois dont le territoire était situé entre l'Isère, le Rhône et les Alpes du Nord. À partir de -121, ce territoire, nommé Allobrogie, est intégré dans la province romaine du Viennois, avec pour capitale la cité de Vienne qui deviendra aussi le siège de l’ancien diocèse romain de Vienne. Ainsi, et jusqu'au Haut Moyen Âge, le territoire communal fait partie du Viennois.
Le site de Parménie est occupé dès l'Antiquité, comme l'atteste la présence d'une ancienne citerne gallo-romaine.

### Moyen Âge et Temps moderne

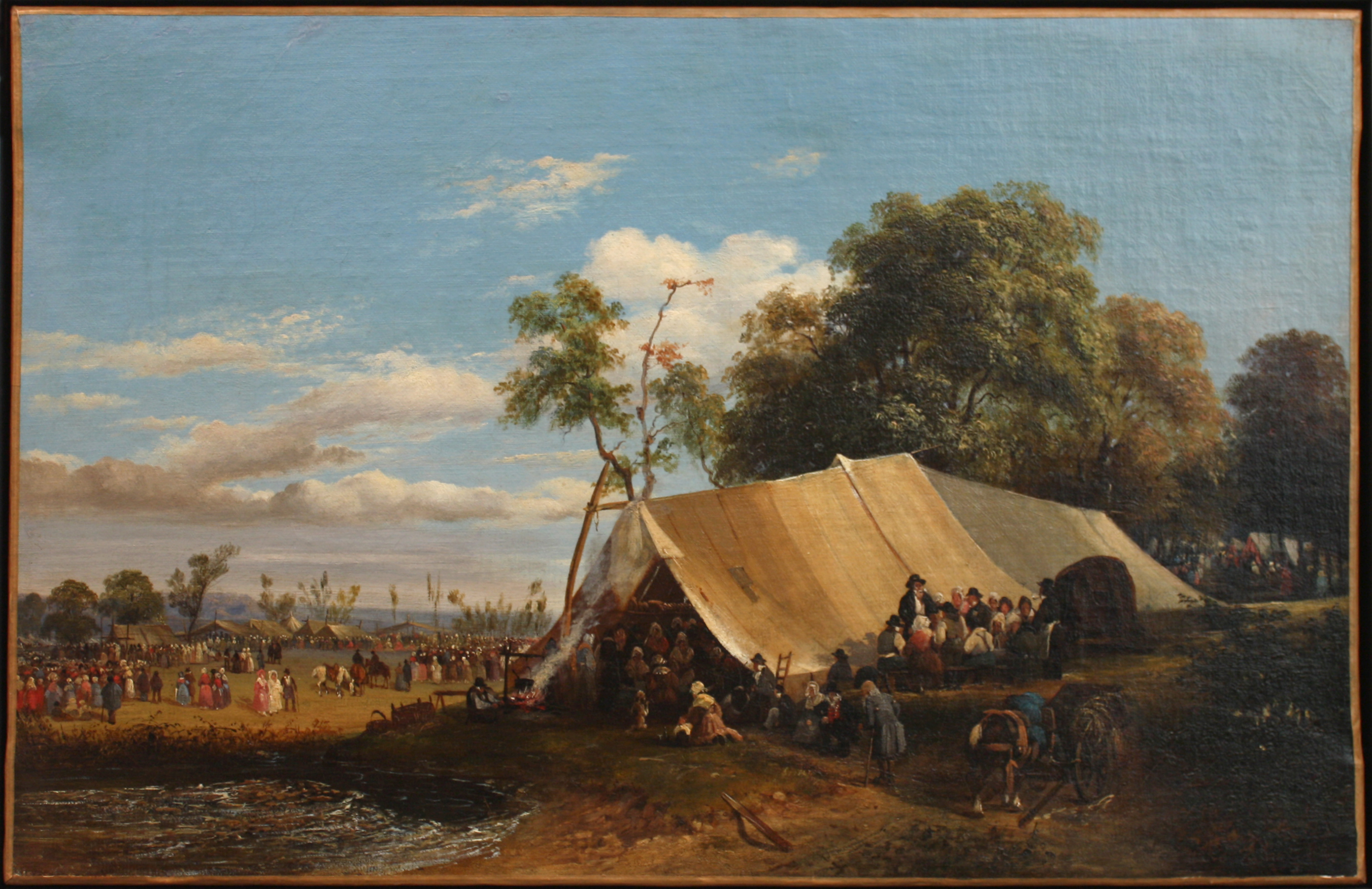
La foire de Beaucroissant, tableau de Théodore Ravanat collection du Musée dauphinois.

L’origine de la foire de Beaucroissant remonte à 1219, la nuit du 14 septembre, le lac naturel de Saint Laurent, (au-dessus du Bourg-d'Oisans) se rompt, cause une terrible inondation qui inonde Grenoble et fait de très nombreuses victimes.
À partir du 14 septembre 1220, sous la conduite de l’évêque de Grenoble, les survivants commémorent cet événement par un pèlerinage à Parménie. Ce rassemblement induit des échanges entre les pèlerins, et attire une foule de marchands.
Pour leur fournir le gite, de l'espace pour les bestiaux et les marchandises, le seigneur local, Guy de Tullins, décide de fonder une ville dans la plaine. En 1312, il fait savoir qu'il accorde, à tous les habitants qui s'établiront près du château qu'il va construire in molario de Prulo, l'exemption de la plupart des droits, charges et taxes en usage. « Il fournira  à chaque habitant une maison et un verger » pour un loyer modique. « Il fera clore la nouvelle ville de fossés, portes et remparts. (...) Le nom de la nouvelle ville sera Beaucroissant ». La foire prendra alors son nom.

### Époque contemporaine
Le site de la chartreuse de Parménie est occupé par le maquis, puis sera brûlé en 1944 par l'armée allemande.

## Politique et administration

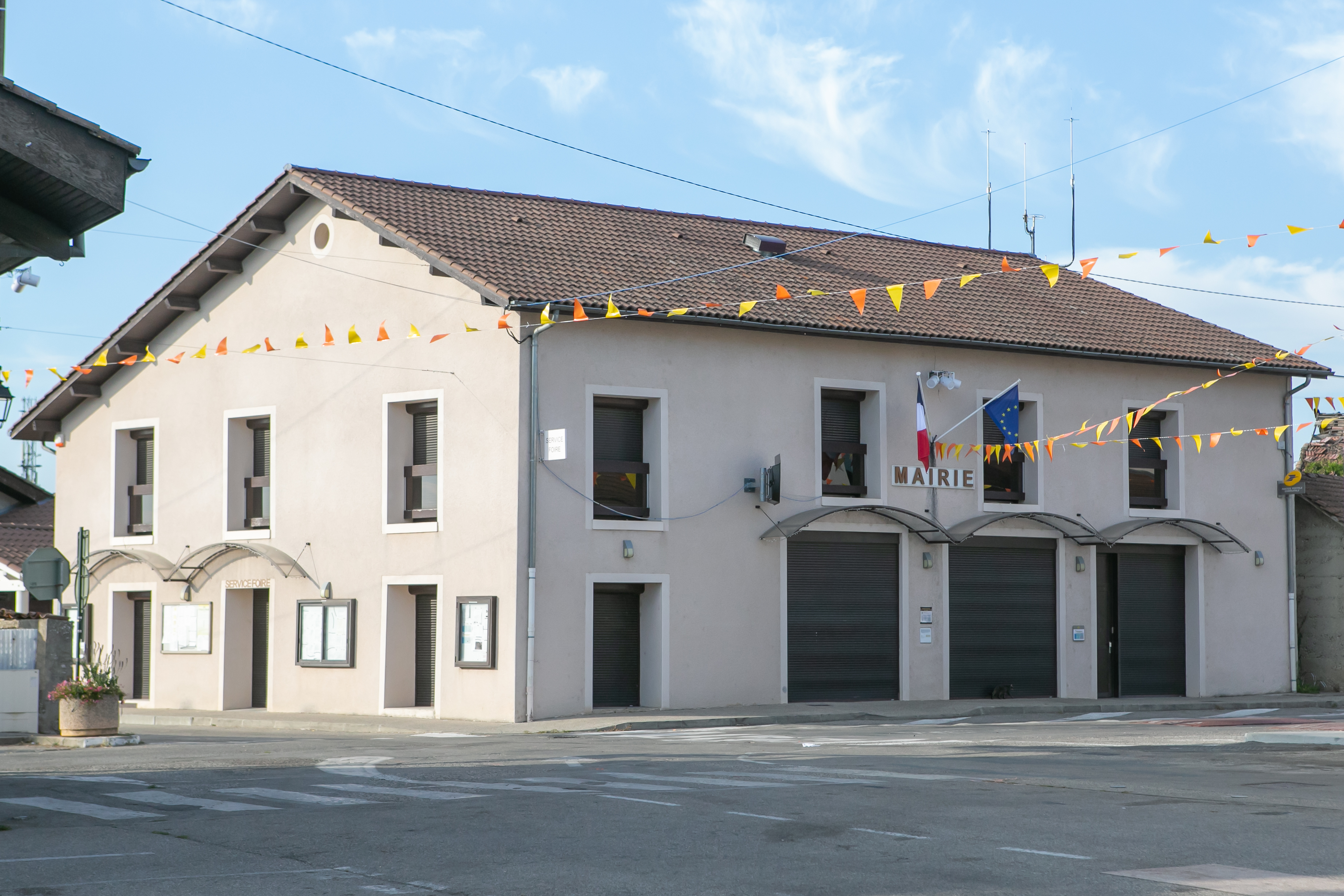
Mairie de Beaucroissant

### Administration municipale
Depuis les élections de 2020, le conseil municipal de Beaucroissant est composé de dix neuf membres dont un maire, quatre adjoints, et  quatorze conseillers municipaux.

### Liste des maires
| Période    | Période   | Identité       | Étiquette | Qualité  |
| ---------- | --------- | -------------- | --------- | -------- |
| avant 1951 | ?         | Prosper Labbé  | UDSR      | Tisseur  |
| 2008       | Mars 2014 | Pierre Fouque  |           | Retraité |
| Mars 2014  | 2020      | Georges Civet  | SE        | Retraité |
| 2020       | En cours  | Antoine Reboul |           | Retraité |

## Population et société

### Démographie
L'évolution du nombre d'habitants est connue à travers les recensements de la population effectués dans la commune depuis 1793. Pour les communes de moins de 10 000 habitants, une enquête de recensement portant sur toute la population est réalisée tous les cinq ans, les populations de référence des années intermédiaires étant quant à elles estimées par interpolation ou extrapolation. Pour la commune, le premier recensement exhaustif entrant dans le cadre du nouveau dispositif a été réalisé en 2008.

En 2022, la commune comptait 1 843 habitants, en évolution de +11,56 % par rapport à 2016 (Isère : +3,07 %, France hors Mayotte : +2,11 %).
| 1793 | 1800 | 1806 | 1821 | 1831 | 1836 | 1841 | 1846 | 1851 |
| ---- | ---- | ---- | ---- | ---- | ---- | ---- | ---- | ---- |
| 627  | 721  | 725  | 836  | 816  | 405  | 925  | 926  | 926  |

| 1856 | 1861 | 1866 | 1872 | 1876 | 1881 | 1886 | 1891 | 1896 |
| ---- | ---- | ---- | ---- | ---- | ---- | ---- | ---- | ---- |
| 868  | 869  | 867  | 831  | 875  | 888  | 889  | 848  | 832  |

| 1901 | 1906 | 1911 | 1921 | 1926 | 1931 | 1936 | 1946 | 1954 |
| ---- | ---- | ---- | ---- | ---- | ---- | ---- | ---- | ---- |
| 836  | 834  | 763  | 710  | 720  | 739  | 653  | 653  | 705  |

| 1962 | 1968 | 1975  | 1982  | 1990  | 1999  | 2006  | 2008  | 2013  |
| ---- | ---- | ----- | ----- | ----- | ----- | ----- | ----- | ----- |
| 752  | 725  | 1 003 | 1 052 | 1 195 | 1 247 | 1 372 | 1 408 | 1 546 |

| 2018  | 2022  | - | - | - | - | - | - | - |
| ----- | ----- | - | - | - | - | - | - | - |
| 1 713 | 1 843 | - | - | - | - | - | - | - |

### Enseignement
Situé dans la zone académique de Grenoble, la commune de Beaucroissant compte une école maternelle et élémentaire dont le bâtiment est situé près de la mairie. Elle regroupe 7 classes, dont la plupart sont doubles niveaux, de la Petite section au CM2.

### Activités culturelles et sportives

#### Les associations sportives
L'association sportive du basket club Beaucroissant-Izeaux-Renage, L'ASBBIR, est comme son nom l'indique un club de basket-ball regroupant les communes voisines à Beaucroissant: Izeaux et Renage. Le club compte des équipes de tout âge allant des U7 aux séniors.  L'association est coprésidée par Nadege Forest et Stéphane Brignone.
Le tennis club Beaucroissant-Izeaux, le TCBI, fait également partie des associations sportives présentes dans le village. Une entente a été créée avec le village voisin, Izeaux. Tout le monde peut avoir accès à ce club quel que soit le niveau et l'age. L'association est présidée par Bertrand Menuel.
Le Beaucroissant Foot-ball club, BFC, est un club de football dirigé par Jeremy Guegan.

#### Les associations culturelles
L'atelier de la Grange de Beaucroissant est, comme son nom l'indique un atelier dans lequel Chloé Vandenberghe initie les enfants comme les adultes à la peinture, au dessin, et aux mangas. Des cours hebdomadaires, des animations et des expositions sont également proposés.
Une association de scrapbooking portant le nom de Scrap & Volutes appartient aussi aux associations culturelles présentes dans les villages. On y met en place des ateliers de création pour adultes et enfants, la découverte du scrapbooking avec la mise à disposition de projets d'ateliers.

### Médias
Le quotidien régional Le Dauphiné libéré, dans son édition locale Chartreuse et Sud-Grésivaudan, ainsi que l’hebdomadaire Les Affiches de Grenoble et du Dauphiné, relatent les informations locales au niveau de la commune, du canton et de la communauté de communes. De nombreux articles y sont publiés à l'occasion du déroulement de la foire.
La commune est en outre située dans le bassin d’émission des chaînes de télévision France 3 Alpes (France 3 Grenoble) et de téléGrenoble Isère. La commune est située sur l'aire de diffusion de radio Ici Isère, une radio publique qui émet sur tout le territoire du département de l'Isère.
La municipalité dispose également de son propre bulletin d'informations, Le Manant. Ce bulletin est distribué aux habitants et relate toutes les informations actuelles de la commune. On y retrouve diverses informations allant des projets pour la commune, à l'économie mais on retrouve aussi les événements des associations du village.

### Cultes
La communauté catholique et l'église de Beaucroissant (propriété de la commune) dépendent de la paroisse de La Sainte-Croix qui comprend quatre autres clochers. Cette paroisse est elle-même rattachée au diocèse de Grenoble-Vienne.

## Économie

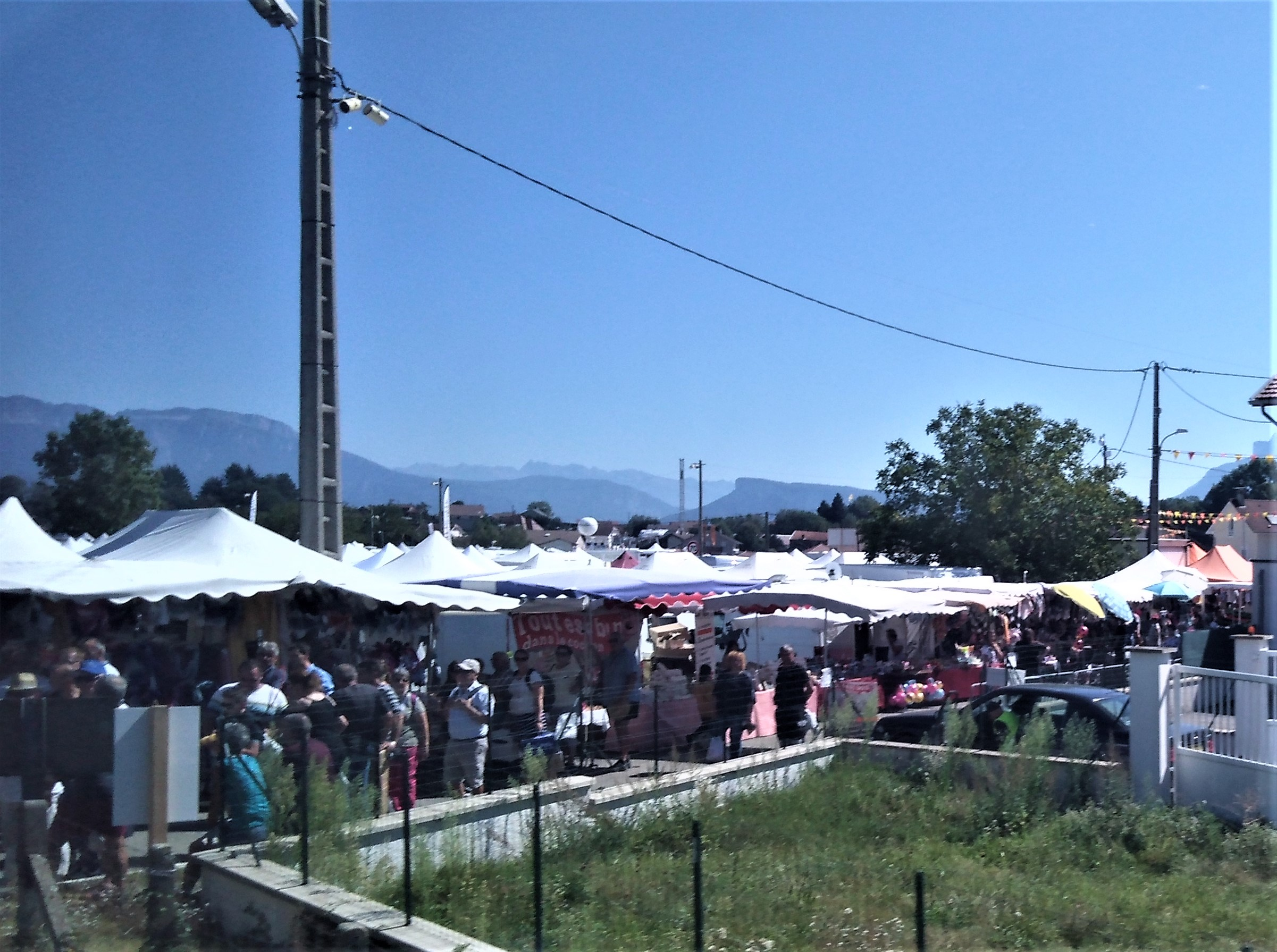
Foire de Beaucroissant depuis le train en septembre 2019

Organisée deux fois par an (au printemps et en automne), la foire locale est la principale activité économique de cette petite commune qui ne possède pas de zone commerciale ou artisanale notable.
Cette foire est accessible en voiture (du fait de la présence de nombreux parkings) mais aussi par les transports en commun dont le train (la gare offre la particularité d'être située au cœur de l'espace d'exposition)
Beaucroissant est une des communes d'un secteur de vignobles pouvant revendiquer le label IGP « Coteaux-du-grésivaudan », comme la plupart des communes de la vallée de l'Isère.

## Lieux et monuments

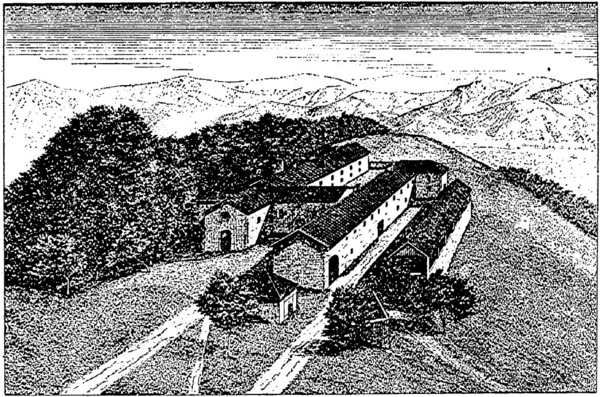
Notre-Dame de Parménie (illustration de la fin du XIXe siècle)

- Église composite St-Georges, paroisse Sainte-Croix (Rives, Renage, Beaucroissant, Izeaux, Saint-Paul-d'Izeaux)
- Église Sainte-Croix de Parménie
- Prieuré de Notre-Dame de Parménie : ancienne chapelle[36], il devient une Chartreuse de femmes au XIIIe siècle, incendié au XVe siècle, reconstruit au XVIIe siècle, brûlé en 1944, et restauré.
- Les vestiges du château fort de Beaucroissant, datant du début du XIVe siècle, sont situés sur le mollard du Paul[36]